# О’Хиггинс, Бернардо
Бернардо О’Хиггинс Рикельме (исп. Bernardo O'Higgins Riquelme; 20 августа 1778, Чильян — 24 октября 1842, Лима, Перу) — революционер, национальный герой Республики Чили, руководитель борьбы за независимость испанских колоний в Южной Америке, Великий Маршал Перу (1828). С 29 ноября 1813 по 14 марта 1814 года входил в т. н. 5-ю Правительственную Хунту Чили, до 12 января 1818 года исполняющий обязанности, а с 12 января 1818 года Верховный правитель Чили (до 28 января 1823 года).

## Биография
Бернардо Рикельме О’Хиггинс родился 20 августа 1778 года и был внебрачным сыном генерал-капитана Чили и вице-короля Перу А. О’Хиггинса. Образование получил в Перу, Испании и Великобритании. В Лондоне поддерживал связь с Франсиско Мирандой, оказавшим влияние на формирование его политических взглядов. В 1802 году вернулся на родину. В 1811 году стал членом Национального конгресса, тогда же вошёл в революционную правительственную хунту Х. М. Карреры. Создав крестьянский отряд, выступил против правительственных войск. В 1813—1814 годах — командующий войсками патриотов. После поражения в битве при Ранкагуа в 1814 году отступил на территорию Аргентины. Вскоре присоединился к освободительной армии Хосе де Сан-Мартина, вместе с которым подготовил Андскую армию, разгромившую испанцев в битве при Чакабуко в 1817 году.
Будучи с 16 февраля 1817 года по 29 января 1823 года Верховным директором Чили, подписал 1 января 1818 года Декларацию независимости Чили. О’Хиггинс также осуществил ряд прогрессивных реформ, в частности упразднил колониальные налоги, основал государственные начальные школы. К концу правления установил практически диктатуру. Под давлением оппозиции в январе 1823 года был вынужден уйти в отставку и эмигрировать. Собирался перебраться в Ирландию, но по настоянию Симона Боливара остановился в Перу, где участвовал в борьбе за независимость, прожил еще почти два десятилетия и умер. В Чили его называют «отцом независимости».

## Память

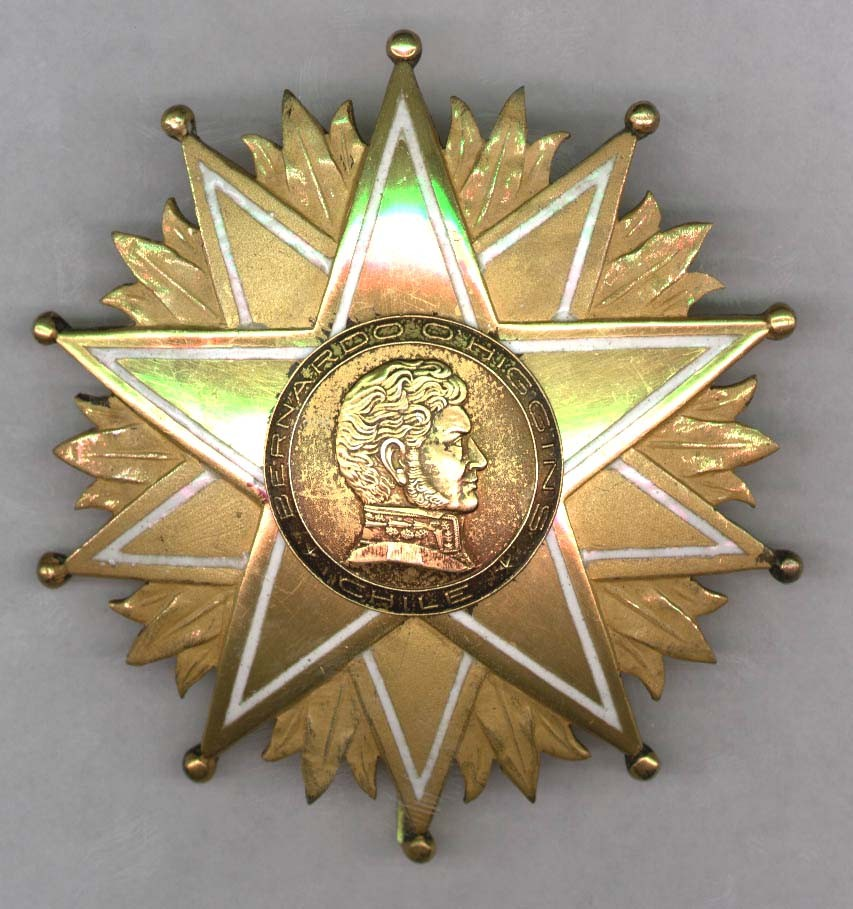
Орден Бернардо О’Хиггинса (Чили). Звезда большого креста.

В честь Бернардо О’Хиггинса названы чилийская часть озера Сан-Мартин, чилийская область Либертадор-Хенераль-Бернардо-О’Хиггинс, посёлок Вилья-О’Хиггинс, проспект в Сантьяго, футбольный клуб О’Хиггинс, несколько кораблей и антарктическая станция Хенераль-Бернардо-О’Хиггинс (О’Хиггинс был активным сторонником освоения юга чилийцами), а также чилийский орден.
Имя Бернардо носил броненосный крейсер чилийского флота английской постройки «О’Хиггинс» (1898—1926). Сегодня его носит дизель-электрическая подводная лодка ВМС Чили типа «Скорпен», построенная во Франции по заказу чилийского правительства в 2005 году.